# 田村ゆかり LOVE LIVE 2019 *Twilight Chandelier*
『田村ゆかり LOVE ♡ LIVE 2019 *Twilight ♡ Chandelier*』（たむらゆかり ラブ ライブ にせんじゅうきゅう トワイライト シャンデリア）は、田村ゆかりの通算20作目の映像作品。Blu-rayは通算14作目となる。2020年2月27日に田村ゆかりOFFICIAL STOREよりDVD版とBlu-ray版が同時リリースされた。
2022年4月20日Blu-rayのみで各CD・オンラインショップで再販。Cana ariaより発売、コロムビア・マーケティング株式会社より販売。

## 概要
2019年5月から8月まで12会場14公演で行われたライブツアー「田村ゆかり LOVE ♡ LIVE 2019 *Twilight ♡ Chandelier*」の追加公演パシフィコ横浜 国立大ホール公演が収録されている。当初2020年2月27日の「バースデー イベント2020」で発売開始予定だったが新型コロナウイルスの影響で変更された。
地元、福岡の公演で通算100回目を迎えた。
特典映像はDocument「ゆかりん100%のきせき」、特典映像「ゆるり相模湖旅!」が収録されている。ゆるり相模湖旅!では田村ゆかり、堀崎翔が出演している。

## 演奏会場
- 大阪：グランキューブ大阪（5月26日）
- 京都：ロームシアター京都（5月31日）
- 広島：上野学園ホール（6月2日）
- 福岡：福岡サンパレス（6月8日）
- 熊本：熊本県立劇場 演劇ホール（6月9日）
- 愛知：日本特殊陶業市民会館 フォレストホール（6月15日）
- 長野：ホクト文化ホール（6月22日）
- 兵庫：神戸国際会館（6月29日）
- 兵庫：神戸国際会館（6月30日）
- 岩手：岩手県民会館（7月6日）
- 神奈川：神奈川県民ホール（7月14日）
- 東京：中野サンプラザ（7月17日）
- 東京：中野サンプラザ（7月18日）
- 神奈川：パシフィコ横浜 国立大ホール（8月12日）

## 収録内容
1. -Prologue-
2. 聴こえないように♡
3. Darling Darling
4. 好きだって言えなくて
5. -MC 1-
6. Shining Rabbit
7. セルフィッシュ
8. ガラスの靴にMoonglow
9. -Short Movie 1- " in search of lights "
10. 花チル夜道
11. LUNATICA MARE
12. Closing tears
13. シレーヌの心音
14. Libido zone
15. -Band Performance-
16. -Short Movie 2- " The 14th sign"
17. 神様Rescue me!!
18. -MC 2-
19. ひとりあやとり
20. you
21. -Short Movie 3- "ちゅぱりんのアートチャレンジ 1"
22. 恋は天使のチャイムから
23. チクチク
24. Sweet Trap
25. -Short Movie 4- "ちゅぱりんのアートチャレンジ 2"
26. 未来の果てにEscort
27. W:Wonder tale
28. Trouble Emotion
29. Double Fascination
30. 逢うたびキミを好きになる
31. -Encore-
32. ゆかりはゆかり♡
33. -MC 3-
34. ジェラシーのその後で
35. Gratitude
36. -Epilogue-

### 特典映像
- Document「ゆかりん100%のきせき」
- 特典映像「ゆるり相模湖旅!」